# Грабар'є
Грабар'є (хорв. Grabarje) — населений пункт у Хорватії, у Бродсько-Посавській жупанії у складі громади Подцркавлє.

## Населення
Населення за даними перепису 2011 року становило 286 осіб.
Динаміка чисельності населення поселення:

## Клімат
Середня річна температура становить 11,04 °C, середня максимальна – 25,03 °C, а середня мінімальна – -5,05 °C. Середня річна кількість опадів – 774 мм.
| Клімат поселення                              | Клімат поселення | Клімат поселення | Клімат поселення | Клімат поселення | Клімат поселення | Клімат поселення | Клімат поселення | Клімат поселення | Клімат поселення | Клімат поселення | Клімат поселення | Клімат поселення | Клімат поселення |
| Показник                                      | Січ.             | Лют.             | Бер.             | Квіт.            | Трав.            | Черв.            | Лип.             | Серп.            | Вер.             | Жовт.            | Лист.            | Груд.            |                  |
| Середній максимум, °C                         | 6,61             | 7,85             | 12,37            | 16,87            | 22,00            | 25,03            | 24,46            | 23,87            | 19,88            | 14,78            | 9,25             | 4,97             |                  |
| Середня температура, °C                       | 0,78             | 2,02             | 6,54             | 11,03            | 16,17            | 19,20            | 21,05            | 20,47            | 16,46            | 11,38            | 5,84             | 1,58             |                  |
| Середній мінімум, °C                          | −5,05            | −3,82            | 0,71             | 5,21             | 10,34            | 13,36            | 17,66            | 17,06            | 13,06            | 7,96             | 2,44             | −1,84            |                  |
| Норма опадів, мм                              | 49               | 50               | 46               | 58               | 72               | 99               | 67               | 63               | 54               | 71               | 80               | 65               |                  |
| Середньомісячна швидкість вітру, м/с          | 1.90             | 2.16             | 2.45             | 2.38             | 2.11             | 1.97             | 1.91             | 1.77             | 1.74             | 1.79             | 1.89             | 1.96             |                  |
| Середньомісячна сонячна радіація, кДж/м²·день | 4311             | 6987             | 10877            | 15194            | 19113            | 21072            | 22115            | 20336            | 14982            | 9250             | 4894             | 3603             |                  |
| --------------------------------------------- | ---------------- | ---------------- | ---------------- | ---------------- | ---------------- | ---------------- | ---------------- | ---------------- | ---------------- | ---------------- | ---------------- | ---------------- | ---------------- |
| Джерело:                                      |                  |                  |                  |                  |                  |                  |                  |                  |                  |                  |                  |                  |                  |